# Cuevas del Campo (kommunhuvudort)
Cuevas del Campo är en kommunhuvudort i Spanien.   Den ligger i provinsen Provincia de Granada och regionen Andalusien, i den södra delen av landet, 300 km söder om huvudstaden Madrid. Cuevas del Campo ligger 847 meter över havet och antalet invånare är 2 040.
Terrängen runt Cuevas del Campo är kuperad söderut, men norrut är den platt.Runt Cuevas del Campo är det ganska glesbefolkat, med 25 invånare per kvadratkilometer. Närmaste större samhälle är Baza, 18,9 km sydost om Cuevas del Campo. Trakten runt Cuevas del Campo består till största delen av jordbruksmark.